# (38191) 1999 KF15
1999 KF15 (asteroide 38191) é um asteroide da cintura principal. Possui uma excentricidade de 0.07760990 e uma inclinação de 4.02822º.
Este asteroide foi descoberto no dia 18 de maio de 1999 por LINEAR em Socorro.